# 1963년 쿠릴 열도 지진
1963년 쿠릴 열도 지진은 10월 13일 협정 세계시 05시 17분에 발생한 쿠릴 열도 이투루프섬 동쪽의 이투루프섬 해역 지진이다. 이 지진은 규모 M8.5이며 7일 후에는 규모 M7.8의 지진이 뒤따랐다. 두 지진 모두 태평양 북부 지역에서 관측된 지진해일을 유발했다.

## 지질학적 환경
쿠릴 열도는 태평양판이 북아메리카판 아래로 섭입되는 섭입대 위에 형성된 열도이다. 이 수렴 경계는 역대 두 번째로 큰 지진을 포함하여 여러 차례의 대규모 해구형 지진이 발생했던 지역이다.

## 피해
두 지진과 관련 지진해일로 인한 피해, 사망자, 부상자는 기록되지 않았다.

## 특성
이 지진으로 일본 기상청 진도 계급 기준 홋카이도 오비히로시, 우라카와정에서 최대진도 4를 관측했다. 일본 기상청 규모 기준 Mj8.1이다.

### 지진
이 해구형 지진은 쿠릴-캄차카 해구의 250 km 길이 단층에서 파열되었으며, 지진계 기록에 등록된 지진파 분석 결과 파열된 섭입면 내부에 각각 약 50 km 길이의 Mw 7.5 규모의 에너지를 가진 높은 미끄러짐량을 가진 세 개의 특정 애스패리티 영역이 포함되어 있음이 밝혀졌다.

### 지진해일
10월 13일 지진으로 발생한 지진해일은 현지에서 4.5 m 높이의 파도를 일으켰다. 이 지진해일은 캐나다, 일본, 멕시코, 하와이주, 알래스카주, 캘리포니아주, 태평양 북부의 여러 섬에서도 관측되었다. 또한 일본 내에서는 홋카이도 구시로정에서 0.9 m, 네무로시에서 1.2 m, 아오모리현 하치노헤시에서 1.3 m 높이를 관측했다. 10월 20일 지진과 관련된 지진해일은 인근 지역에서 더 크게 발생하여 우루프섬에서 최대 15 m의 소상고가 기록되었지만, 태평양 북부 서부 지역에서만 관측되었다.

## 같이 보기
- 홋카이도 동쪽 해역 지진
- 2006년 쿠릴 열도 지진
- 2007년 쿠릴 열도 지진
- 1963년 지진
- 일본의 지진 목록
- 러시아의 지진 목록